# Protolampra rufipectus
Protolampra rufipectus là một loài bướm đêm trong họ Noctuidae.